# Aleksandrów Łódzki (stad)
Aleksandrów Łódzki (uitspraakⓘ) is een stad in het Poolse woiwodschap Łódź, gelegen in de powiat Zgierski, in de agglomeratie van de stad Łódź. De oppervlakte bedraagt 13,47 km2, het inwonertal 20 542 (2006).

## Geschiedenis
De stad is gesticht rond het jaar 1816 door Rafał Bratoszewski, en tot 1945 waren de Duitsers de grootste buitenlandse groep inwoners.
In 1869 verloor de stad na 60 jaar zijn stadsrechten en kreeg die pas terug in 1924, nadat Polen weer onafhankelijk was geworden.